# Jules De Bisschop
Jules Maria Adolphe Henri De Bisschop (* 7. März 1873 in Gent; † 21. Dezember 1954 ebenda) war ein belgischer Ruderer, der im Achter aktiv war.
Jules De Bisschop trainierte im Koninklijke Roeivereniging Club Gent. Bei den Olympischen Sommerspielen 1900 in Paris konnte er mit seinem Team die Silbermedaille im Achter-Bewerb holen. Außerdem gewann er mit dem Team die Europameisterschaften 1898, 1899 und 1900; alle im Achter.